# Aedes aloponotum
Aedes aloponotum är en tvåvingeart som beskrevs av Dyar 1917. Aedes aloponotum ingår i släktet Aedes och familjen stickmyggor. Inga underarter finns listade i Catalogue of Life.